# Saint-Floxel
Saint-Floxel é uma comuna francesa na região administrativa da Normandia, no departamento Mancha. Estende-se por uma área de 8,49 km². Em 2010 a comuna tinha 506 habitantes (densidade: 59,6 hab./km²).